# Sternbræt
Et sternbræt er en del af tagkonstruktionen på et hus. Et sternbræt påsømmes enderne af tagspærene for at dække og beskytte disse eller for at lukke mellem en skrå eller vandret udhængsbeklædning og tagskægget.
| Arkitektur | Spire Denne arkitekturartikel er en spire som bør udbygges. Du er velkommen til at hjælpe Wikipedia ved at udvide den. |